# 奧澤良卡 (茲博羅夫區)
49°39′11″N 25°4′49″E / 49.65306°N 25.08028°E
奧澤良卡（烏克蘭語：Озерянка），是烏克蘭的村落，位於該國西部捷爾諾波爾州，由捷尔诺波尔区負責管轄，距離普里西夫齊2公里，始建於1957年，面積1.05平方公里，2001年人口300。